# Ugolino di Gisberto
Ugolino di Gisberto ou Ugolino di Gisberto da Foligno (Foligno, en Ombrie -  documenté de 1479-1499) est un peintre italien de la fin du XVe siècle.

## Biographie
Ugolino di Gisberto da Foligno, disciple de Niccolò Alunno et de Pierantonio Mesastris dans ses œuvres de jeunesse, est remarqué pour la première fois en 1479 par une fresque dans la loge des prieurs de Foligno, aujourd'hui perdue. 

## Œuvres
- Palazzo Trinci, salle 7, Foligno
  - Vierge à l'Enfant de Loreto et Pietà
  - Vierge à l'Enfant et anges
  - Vierge à l'Enfant et le commanditaire
  - Vierge à l'Enfant et saints
  - Vierge à l'Enfant, saint Augustin et le bienheureux ange de Foligno, église San Agostino, Montefalco.
- Fresque, musée de la Basilique Sainte-Marie-des-Anges d'Assise,
- Fresque, église paroissiale de Casalta, Deruta,
- Fresque, église Santa Maria Giacobbe, Pale di Foligno.

## Sources
- Voir liens externes